# Миграция (мультфильм)
«Мигра́ция» (англ. Migration) — американский компьютерно-анимационный комедийный фильм режиссёра Бенджамина Реннера, сорежиссёром которого является Гайло Хомси по сценарию Майка Уайта. Фильм создан студией Illumination и распространяется компанией Universal Pictures. Фильм озвучили актёры Кумэйл Нанджиани, Элизабет Бэнкс, Киган-Майкл Кей, Аквафина и Дэнни Де Вито.

## Сюжет
Семья крякв убеждает своего чрезмерно оберегающего отца отправиться в отпуск всей своей жизни, поскольку они пытаются мигрировать из Новой Англии через Нью-Йорк и на Ямайку.

## Актёрский состав
- Кумэйл Нанджиани — Мак[6].
- Элизабет Бэнкс — Пэм[6].
- Каспар Дженнигс — Дакс[6].
- Трези Газаль — Гвен[6].
- Киган-Майкл Кей — Делрой[6].
- Аквафина — лидер банды голубей Нью-Йорка[6].
- Дэнни Де Вито — Дэн[6].
- Дэвид Митчелл — йогический руководитель фермы Крякв[6].
- Кэрол Кейн — Эрин[6].

## Производство
18 февраля 2022 года студия Illumination анонсировала новый анимационный фильм под названием «Миграция» в котором французский аниматор и создатель комиксов Бенджамин Реннер будет работать над фильмом, а Гайло Хомси в качестве сорежиссёра, а Майк Уайт возьмётся за сценарий. Ранее Реннер был режиссёром фильмов, снятых в традиционной анимации: «Эрнест и Селестина: Приключения мышки и медведя» (2012) и «Большой злой лис и другие сказки» (2017).
26 апреля 2023 года было объявлено, что Кумэйл Нанджиани, Элизабет Бэнкс, Киган-Майкл Кей, Аквафина, Дэнни Де Вито, Каспар Дженнигс, Трези Газаль, Дэвид Митчелл и Кэрол Кейн будут озвучивать главные роли в фильме. Также были раскрыты некоторые члены съёмочной группы, такие как сорежиссёр Гайло Хомси, монтажер Кристиан Газал и художник-постановщик Колин Стимпсон.

## Премьера
Премьера фильма «Миграция» состоялась 22 декабря 2023 года. Ранее премьера должна была состояться 30 июня 2023 года, но он был перенесён на текущую дату премьеры, поскольку его место занял фильм «Руби Гильман: Приключения кракена-подростка» от студии DreamWorks Animation.
В рамках их 18-месячного соглашения с Netflix фильм был выпущен на стриминг-сервисе Peacock в течение первых четырёх месяцев с одной оплатой. Затем он будет перемещен на Netflix на следующие десять, а затем он вернётся на Peacock на оставшиеся четыре месяца.

### Маркетинг
Тизер-трейлер к фильму был выпущен 5 апреля 2023 года вместе с предыдущим фильмом от Illumination «Братья Супер Марио в кино». В июле того же года опубликован официальный трейлер мультфильма.